# Setacera
Setacera is een vliegengeslacht uit de familie van de oevervliegen (Ephydridae).

## Soorten
- S. aldrichiCresson, 1935
- S. atrovirens (Loew, 1862)
- S. aurata (Stenhammar, 1844)
- S. breviventris (Loew, 1860)
- S. durani Cresson, 1935
- S. jamesi Mathis, 1982
- S. micans (Haliday, 1833)
- S. needhami Johannsen, 1935
- S. pacifica (Cresson, 1925)
- S. pilicornis (Coquillett, 1902)
- S. trina Collin, 1964